# Hymenothrix
Hymenothrix là một chi thực vật có hoa trong họ Cúc (Asteraceae).

## Loài
Chi Hymenothrix gồm các loài: